# Malzschaufel
Die Malzschaufel ist in der Heraldik eine nicht häufige Wappenfigur.
Dargestellt wird ein spatenähnliches Werkzeug, meistens aus Holz. Die Schaufel kann im Wappen glatt oder durchbrochen sein. Heraldisch folgt im Allgemeinen die Darstellung der eines Spatens. Alle heraldischen Farben im Wappen sind möglich, oft richtet sich die Tingierung nach der Feldfarbe und den Nebenfiguren. Gold und Silber werden bevorzugt.
Als Zunftzeichen ist die Malzschaufel bei den Bierbrauern und Mälzern zu finden. Das alte Handwerkzeug diente ihnen zum Rühren des Brauansatzes und zum Wenden von Malz.

## Beispiele

Wörth an der Isar
Harsdorf
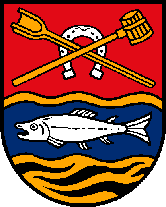
Neukirchen an der Vöckla
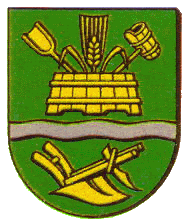
Benterode